# St. Georg (Wanna)
Die evangelisch-lutherische Kirche St. Georg am Kirchweg und Kirchhof in der niedersächsischen Samtgemeinde Land Hadeln, Gemeinde Wanna im Landkreis Cuxhaven, stammt aus dem 19. Jahrhundert. Sie gehört zum Kirchenkreis Cuxhaven-Hadeln im Sprengel Stade der Landeskirche Hannover.
Das Gebäude steht unter Denkmalschutz (siehe auch Liste der Baudenkmale in Wanna).

## Geschichte und Beschreibung
Als Wanen wurde der Ort 1139 erstmals erwähnt. Das St.-Paul-Kloster, vor den Toren Bremens, besaß zu dieser Zeit 1½ Höfe in Wanna. Um 1230 lässt sich eine Kapelle in Süderleda nachweisen. Seit dem 14. Jahrhundert bestand auch eine Kirche in Westerwanna, die dem Heiligen Georg geweiht war. Um 1369 wurde eine neue Kirche in Westerwanna errichtet, bei der wahrscheinlich Material der abgebrochenen Süderledaer Kapelle mitverwandt wurde. 1526 wurde Wanna evangelisch.

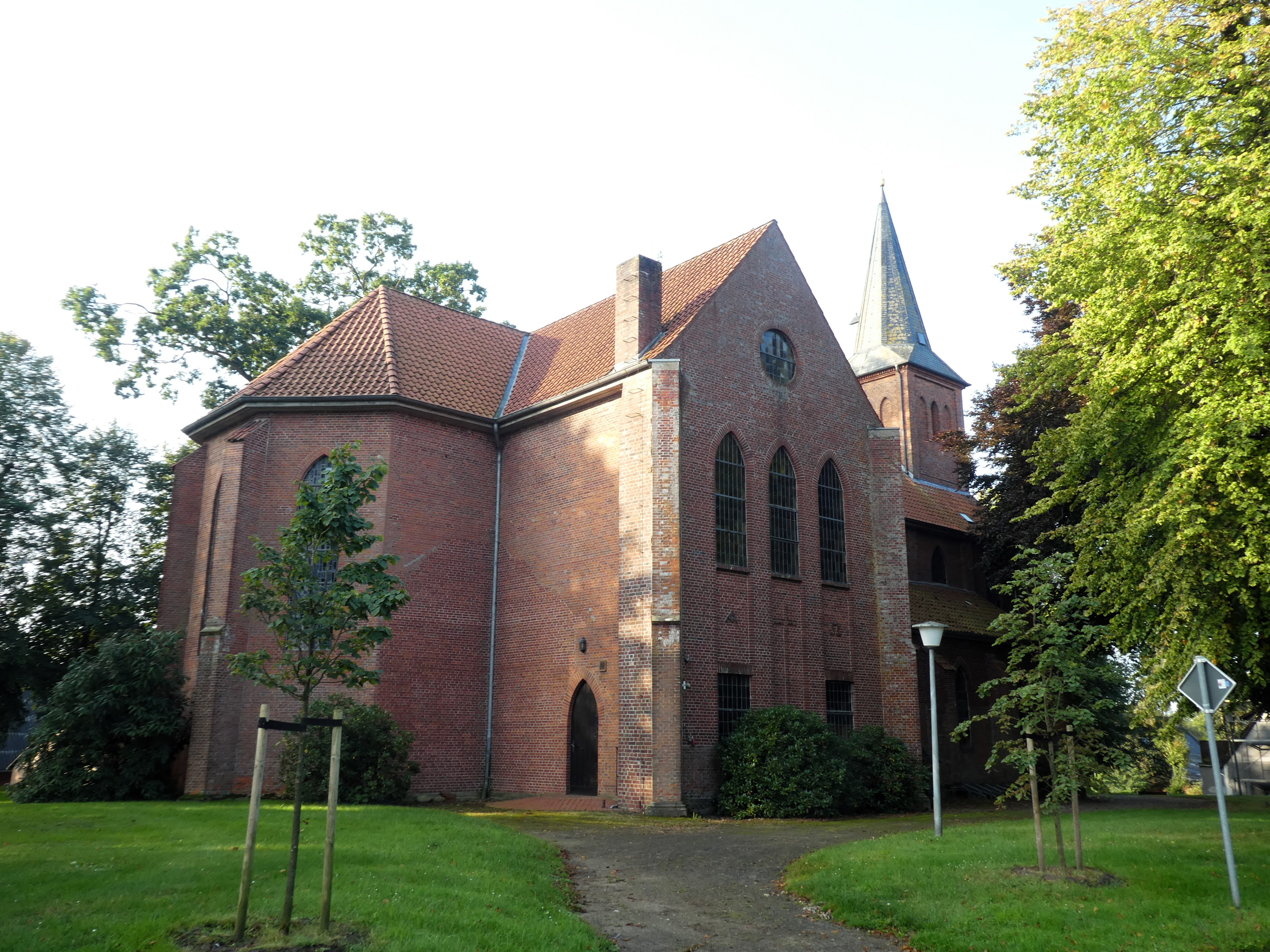
Querschiff, Apsis

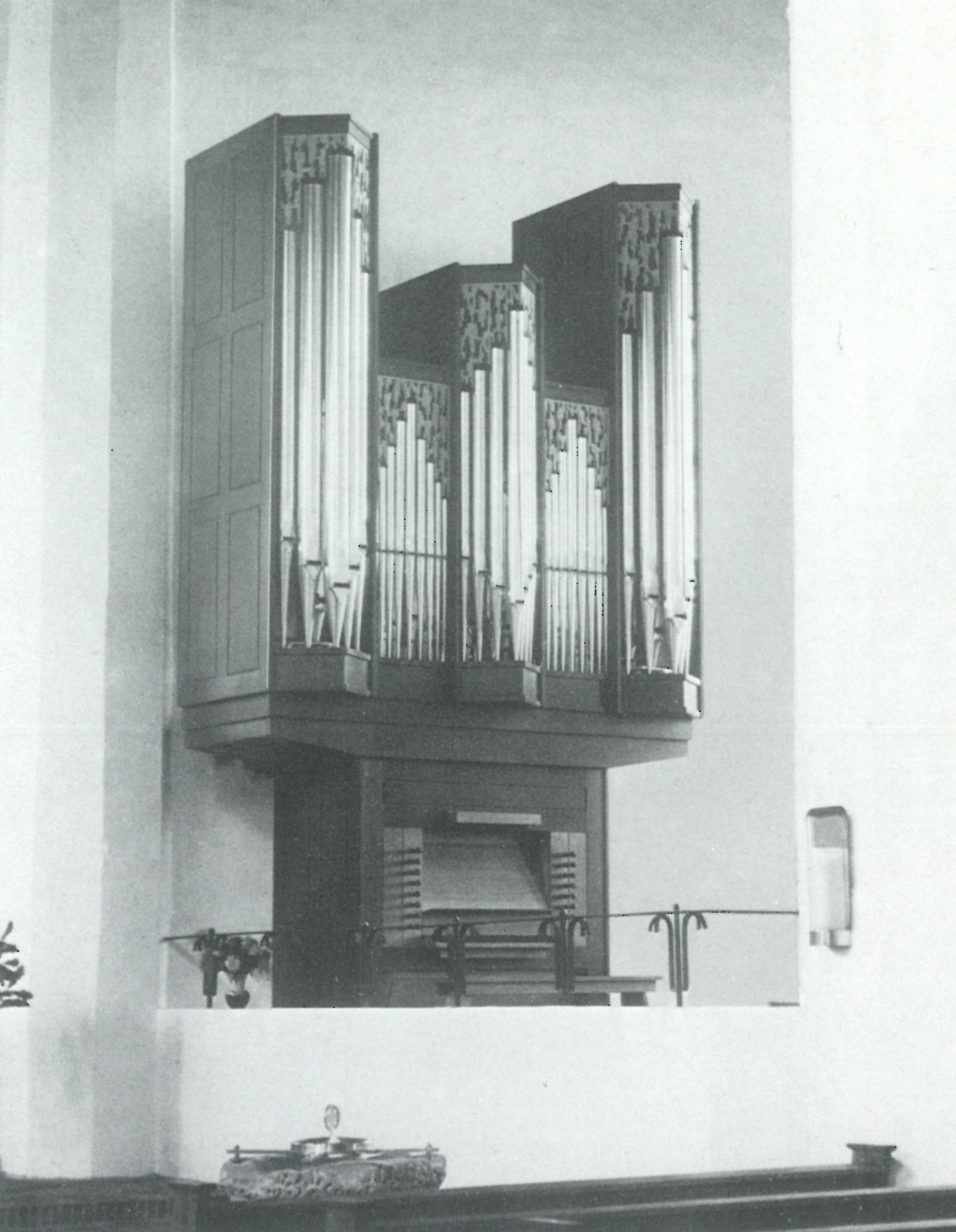
Orgel

Die St. Georgkirche in Westerwanna wurde 1867 an der Stelle eines mittelalterlichen Vorgängers als Pfarrkirche für Wanna erbaut.
Die einschiffige neogotische Kirche mit Querschiff und Westturm, ziegelgedeckten Satteldächern und mit polygonalem Walm über der Apsis wurde 1867 nach Plänen vom Konsistorialbaumeister Conrad Wilhelm Hase (Hannover) gebaut. Die im Zweiten Weltkrieg beschädigte Kirche wurde 1953/54 gründlich saniert.
Das Landesdenkmalamt befand u. a.: „… vergleichsweise kleiner Bau ist in der für ihn typischen neugotischen Formensprache entworfen.“

## Kirchengemeinde
Die ev.-luth. Kirchengemeinde Wanna/St. Georg hat ihr Kirchenbüro in der Weststraße 27. Sie betreut u. a. eine Krabbelgruppe, den Hauskreis, die Eltern-Kind-Gruppe, den Gitarren-Singkreis, das Männerfrühstück, die Bücherstube sowie in Nordleda den Handarbeitskreis, das Frauenfrühstück und den LoGos-Chor Nordleda.